# Ferrari Purosangue
Ferrari Purosangue – samochód osobowy typu SUV klasy wyższej produkowany pod włoską marką Ferrari od 2023 roku.

## Historia i opis modelu

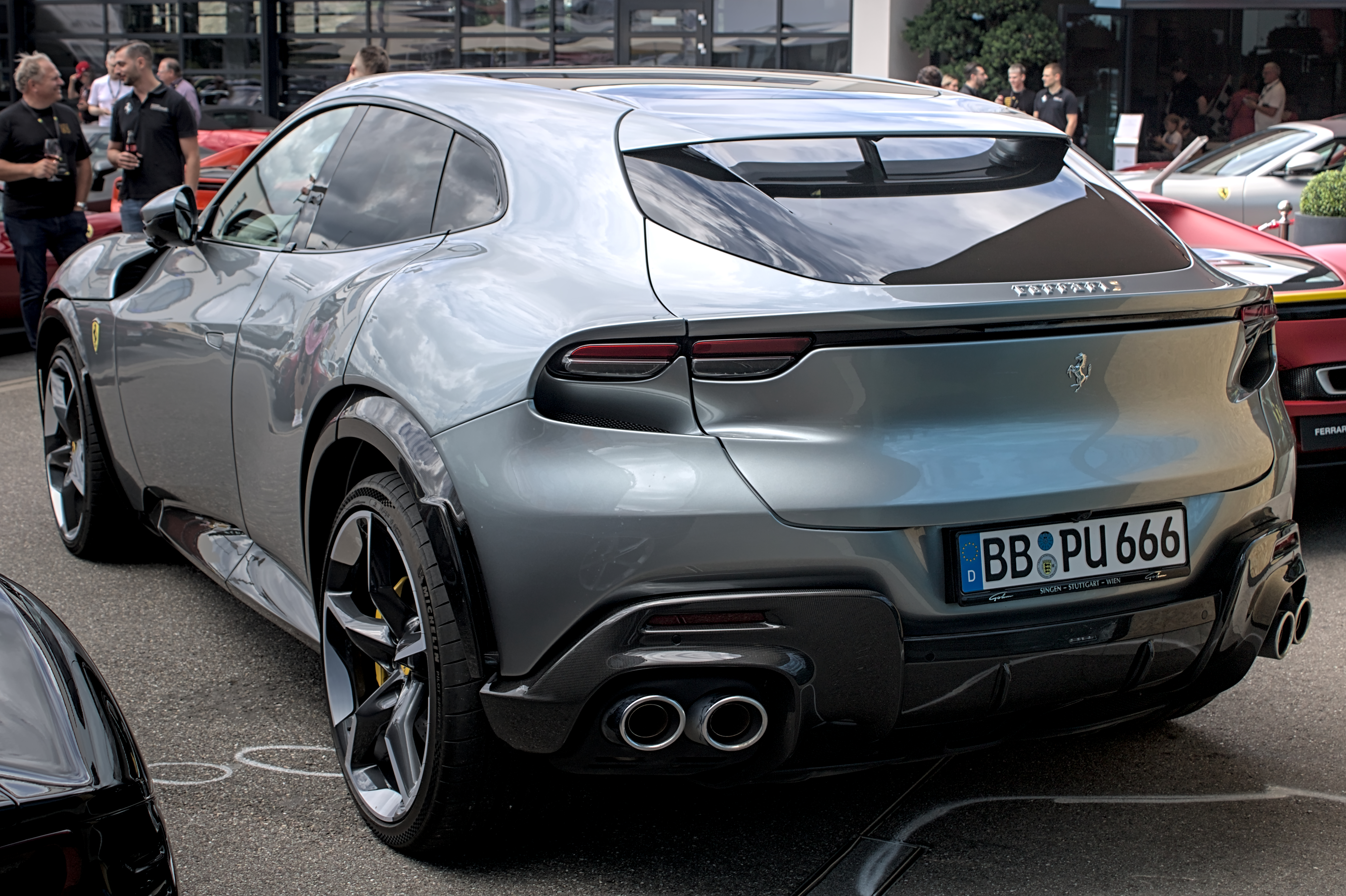
Ferrari Purosangue - tył

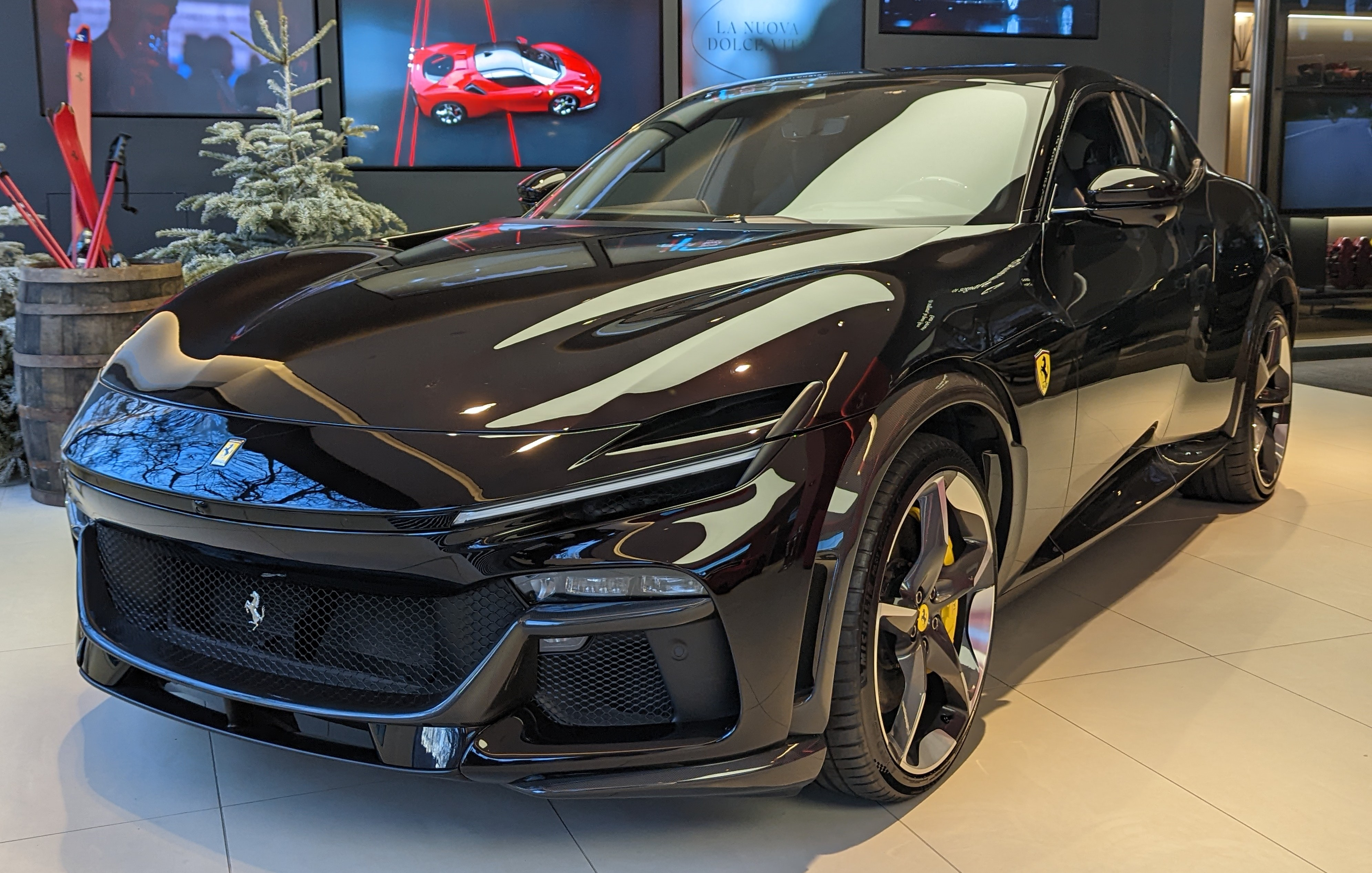
Ferrari Purosangue w salonie

### Rozwój
Po tym, jak wiosną 2013 Lamborghini potwierdziło plany wprowadzenia do seryjnej produkcji dużego sportowego SUV-a, po raz pierwszy pojawiły się spekulacje na temat wzbogacenia oferty konkurencyjnego Ferrari o podobny model. Odniósł się do nich ówczesny dyrektor włoskiej firmy, Luca di Montezemolo, który zaprzeczył, jakoby Ferrari miałoby zaoferować modele wykraczające poza dotychczasowy schemat oparty na dwudrzwiowych samochodach sportowych. Limuzyna lub SUV miały nie oddawać historycznego dziedzictwa firmy i nie pasować do jej charakterystyki, twierdził menedżer. W lipcu 2015 roku wtórował mu szef działu projektowego Flavio Manzoni, który stwierdził, że firma nie zamierza podążać za rynkowymi trendami, gdyż SUV-y sprzeczne są z charakterem produktów Ferrari. Projektant dodał, że założyciel firmy, Enzo Ferrari, przewracałby się w grobie w razie zbudowania kiedykolwiek SUV-a Ferrari. Podobnie sprzeciwiający się ton w lutym 2016 zachował ówczesny prezes koncernu FCA Sergio Marchionne, który pomimo uniezależnienia się Ferrari wówczas pozostawał na stanowisku zarządczym. W rozmowie z mediami na pytanie o zbudowanie przez Ferrari SUV-a odpowiedział prześmiewczo najpierw musielibyście mnie zastrzelić. Uzupełnieniem do tej wypowiedzi była jego rozmowa z mediami podczas Geneva Motor Show w marcu 2016, kiedy to wykluczył szanse na SUV-a Ferrari, argumentując, że taki typ nadwozia nie jest w DNA firmy. Realizacją koncepcji bardziej przestronnego i funkcjonalnego modelu miało być wówczas debiutujące 3-drzwiowe shooting brake GTC4Lusso.
Pomimo budowanej przez lata spójnej narracji przez osoby reprezentujące Ferrari, w lipcu 2017 nastąpił radykalny zwrot, który zdementował wszystkie dotychczas formowane stanowiska. Amerykański Car Magazine opublikował informacje, wedle których Ferrari zdecydowało się ostatecznie uwzględnić jednak w swoich planach modelowych SUV-a. Jego debiut wyznaczony został wstępnie na 2021 rok, rozpoczynając zaawansowane prace nad modelem o kodzie fabrycznym Ferrari F16X. Niewiele później te doniesienia medialne potwierdził sam Sergio Marchionne, najpierw w październiku tego samego roku podczas sesji na nowojorskiej giełdzie, a następnie w styczniu 2018 podczas Detroit Auto Show. Projekt SUV-a określono wówczas jako Ferrari Utility Vehicle, w skrócie FUV. Już na wczesnym etapie rozwoju uwzględniono wykorzystanie zarówno napędu klasycznego, spalinowego, jak i hybrydowego.
Już we wrześniu 2018 ujawniona została nazwa pierwszego w historii SUV-a włoskiej firmy, Ferrari Purosangue, nawiązując nią do popularnej we Włoszech rasy konia. Rok później, jesienią 2019, oficjalnie potwierdzono z kolei planowaną datę debiutu samochodu, określoną na 2022 rok, z kolei w listopadzie 2020 sfotografowano pierwsze testowe przedprodukcyjne egzemplarze, jeżdżące jeszcze z bez finalnego projektu nadwozia z maskowaniem wykorzystującym elementy innych modeli. W grudniu 2021 sfotografowano podczas testów pierwsze bliskie formy produkcyjnej Ferrari Purosangue, z gotowym projektem nadwozia pod głębokim kamuflażem. Wygląd samochodu przestał być tajemnicą jednakże na pół roku przed planowaną premierą z powodu wycieku do internetu zdjęć niezamaskowanego egzemplarza wykonanych w fabryce Ferrari, które ujawniły wygląd przedniej i tylnej części nadwozia w lutym 2022.

### Premiera
Po trwającym ponad 5 lat zaawansowanym procesie konstrukcyjnym, Ferrari Purosangue zadebiutowało oficjalnie 14 września 2022 jako pierwszy SUV w historii włoskiej firmy. Za projekt stylistyczny samochodu odpowiedzialny był autor wyglądu wszystkich samochodów włoskiej firmy z przełomu drugiej i trzeciej dekady XXI wieku, Flavio Manzoni. Samochód obszerne nawiązuje do sportowych modeli w gamie Ferrari agresywnie stylizowanym przodem ze ściętym, nisko osadzonym wlotem powietrza, a także reflektorami tworzonymi przez dwa pasy oświetlenia. Prześwit wynoszący 18,5 centymetra zapewnił masywne proporcje typowe dla SUV-ów, co dopełniają duże koła, wyraźnie zarysowane nadkola i wysoko poprowadzona linia dachu. Tylne dwuczęściowe lampy wykonano w technologii LED, nawiązując do takich modeli jak pokrewna technicznie Roma.
Nietypowym rozwiązaniem stały się tylne drzwi otwierane w przeciwnym kierunku w stosunku do pierwszego rzędu, zapewniając przez to inny sposób zasiadania na tylnych fotelach. Te zachowały niezależny charakter rozdzielony dużym podłokietnikiem, przez co Purosangue jest samochodem 4-osobowym. Kabina pasażerska wykonana została z jasnych tworzyw, wyróżniając się awangardowym projektem deski rozdzielczej. Utworzył ją symetryczny motyw łuków schodzących z obu stron w kierunku centralnie umieszczonego analogowego panelu sterowania funkcjami. Zamiast jednego ekranu pośrodku, zdecydowano się zastosować dwa: jeden przed kierowcą jako cyfrowe wskaźniki i drugi przed pasażerem, dotykowy.
Do napędu Purosangue wykorzystany został umieszczony z przodu silnik benzynowy typu V12 o pojemności 6,5 litry, mocy 725 KM oraz maksymalnym momencie obrotowym 716 Nm. Układ przenoszony jest na obie osie za pomocą 8-stopniowej dwusprzęgłowej automatycznej skrzyni biegów. Sprint do 100 km/h zajmuje 3,3 sekundy, a prędkość maksymalna SUV-a określona została na 310 km/h.

### Sprzedaż
Ferrari Purosangue powstało jako samochód o limitowanej wielkości produkcji, z rocznie planując budować w zakładach w Maranello ok. 3 tysiące egzemplarzy, czyli ok. 20% całej rocznej wielkości produkcji włoskiej firmy. Założenia te okazały się niedopasowane do realnego popytu, który tuż po premierze okazał się znacznie większy. W efekcie, firma zaplanowała zamknięcie listy zamówień jeszcze w 2022 roku, aby zachować ekskluzywny i niszowy charakter Purosangue zgodnie z polityką stosowaną wobec wszystkich innych produktów Ferrari. Firma dodała przy tym, że w pierwszej kolejności dostarczy Purosangue do dotychczasowych klientów firmy, aby wynagrodzić ich za lojalność i przywiązanie, a nowi nabywcy Ferrari otrzymają swoje egzemplarze w późniejszym czasie. Cena za Purosangue określona została na 390 tysięcy euro, wówczas równowartość ok. 1,8 miliona złotych.

### Silnik
- V12 6.5l 715 KM